# Séléniure
Cet article concerne les composés chimiques. Pour les minéraux, voir Séléniure (minéral).

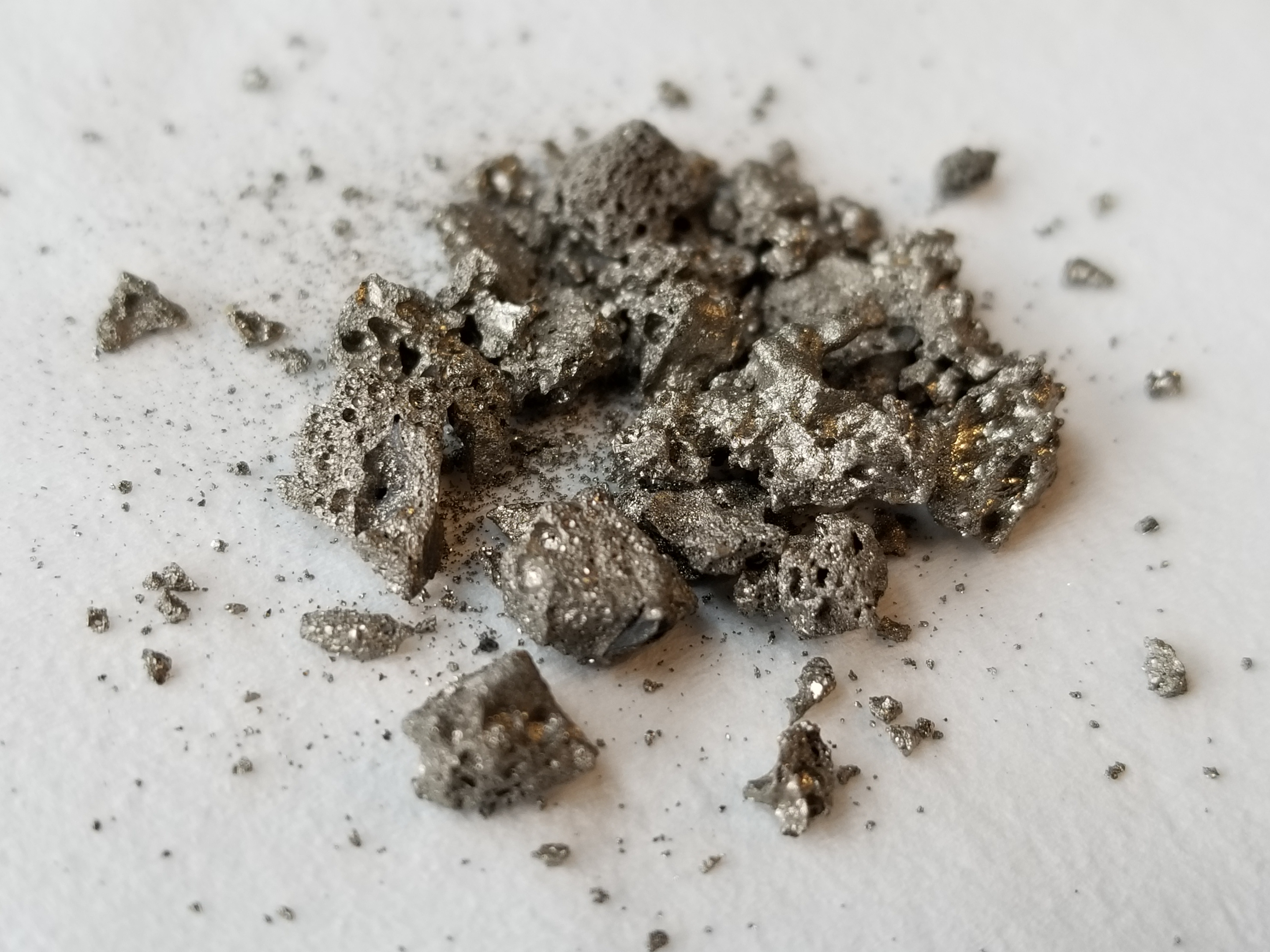
Séléniure de cobalt.

Un séléniure est un composé chimique contenant un anion sélénium avec un nombre d’oxydation de −2 (Se2−), tout comme le soufre dans un sulfure. La chimie des séléniures et des sulfures est similaire. Semblable au sulfure, en solution aqueuse, l’ion séléniure, Se2−, n’est répandu que dans des conditions très basiques. Dans des conditions neutres, l’ion séléniure d’hydrogène, HSe−, est le plus commun. Dans des conditions acides, le séléniure d'hydrogène, H2Se, se forme.
Certains séléniures sont réactifs à l’oxydation par l’air. En raison du plus grand pouvoir réducteur du séléniure, les séléniures métalliques sont plus facilement décomposés en éléments que les sulfures (les tellurures sont encore plus labiles). Les séléniures de métaux électropositifs, tels que le séléniure d'aluminium s’hydrolysent facilement, même dans l’air humide, dégageant du séléniure d'hydrogène toxique.
Les minéraux de séléniure pur sont rares, au lieu de cela, le sélénium a tendance à se substituer partiellement au sulfure dans de nombreux minéraux sulfurés. Le degré de substitution n’est d’intérêt commercial que pour les minerais de sulfure de cuivre, auquel cas le sélénium est récupéré comme sous-produit du raffinage du cuivre. Certains minéraux séléniures comprennent la ferrosélite et l’umangite

## Source
- (en) Cet article est partiellement ou en totalité issu de l’article de Wikipédia en anglais intitulé « Selenide » (voir la liste des auteurs).